# Gerhard Krum
Gerhard Krum (* 20. September 1947 in Idstein) ist ein deutscher Politiker (SPD) und war von 2002 bis 2013 Bürgermeister von Idstein.
1995 trat er der SPD bei. Nach der Wahl zum Bürgermeister von Idstein am 16. September 2001 trat er dieses Amt am 14. Januar 2002 an. Er wurde damit Nachfolger von Hermann Müller (CDU), der nach 24 Jahren im Amt nicht mehr antrat.
Zur Bürgermeisterwahl am 22. September 2013 trat er als 66-Jähriger aus Altersgründen nicht erneut an. Als Nachfolger setzte sich Christian Herfurth (CDU) mit 56,1 Prozent (7.426 Stimmen) gegenüber Krums Parteifreundin Ellen Maurer-Genc (SPD) mit 29,1 Prozent (3.858 Stimmen), Corinna Schwarze (FDP) mit 7,9 Prozent und Christoph Völke (parteilos) mit 6,8 Prozent durch.